# Solange Gomes
Solange Gomes Nunes (Rio de Janeiro, 12 de maio de 1973) é uma ex-modelo brasileira.

## Carreira
Solange começou a carreira como modelo em 1992 e, em 1998, ganhou destaque como assistente de palco no quadro Banheira do Gugu, do programa Domingo Legal, onde ficou até engravidar em 1999. Também participou do clipe Relaxa da Banda Vagabundos.
Em 2001, apresentou o programa Castelo de Pedras, na Band e em 2005 o Agito do Samba na CNT, seu último trabalho artístico antes de encerrar a carreira temporariamente para se dedicar à criação da filha.
Em 2019, retomou a carreira ao lançar sua autobiografia Sem arrependimentos e se tornar colunista de celebridades no portal Observatório dos Famosos, da UOL.
Em 2021, figurou como participante da décima terceira temporada do reality show A Fazenda, chegando à final do programa e ficando em terceiro lugar com 3,70% em uma final contra Bil Araújo (18,84%), Marina Ferrari (2,73%) e Rico Melquiades (74,46%).
Em 2022, participou da segunda edição do reality show Ilha Record, terminando em quinto lugar na classificação do programa, porém sendo a vencedora pelo voto popular com 49,82% dos votos.

### Carnaval
Solange começou a desfilar no carnaval carioca em 1994 como destaque da Unidos do Porto da Pedra. Entre 2002 e 2003 foi rainha de bateria da Inocentes de Belford Roxo. Retornou à Porto da Pedra, desfilando como rainha de bateria de 2004 a 2005, musa de 2006 a 2011 e rainha da escola de 2012 a 2016, cargo criado especialmente para ela, no qual vinha à frente do carro abre-alas. Em 2017, foi rainha da Acadêmicos de Santa Cruz, encerrando sua carreira no Carnaval.
No carnaval paulista foi musa da Imperador do Ipiranga em 2010 e madrinha de bateria da Camisa Verde e Branco em 2012.

## Vida pessoal
Tem uma filha, Stephanie, nascida em 7 de fevereiro de 2000, com o cantor Waguinho, do grupo Os Morenos, com quem teve uma relação atribulada. Em 2004, Waguinho teve a prisão decretada por não pagar pensão a ela.
Admitiu ter realizado dois abortos quando tinha 17 anos e outro quando namorava o ex-jogador e treinador Renato Gaúcho.
Já teve affair com o ex-jogador Romário, em 1998, com o apresentador e ator Márcio Garcia, com Arthur Aguiar, com o apresentador João Kléber, Kleber Bambam e com os cantores Nego do Borel e Tiago Piquilo.

## Filmografia

### Televisão
| Ano     | Programa                    | Função                    | Notas                    |
| ------- | --------------------------- | ------------------------- | ------------------------ |
| 1994–95 | Casseta & Planeta, Urgente! | Namorada do Itamar Franco |                          |
| 1998–99 | Domingo Legal               | Assistente de palco       | Quadro: Banheira do Gugu |
| 2001    | Castelo das Pedras          | Apresentadora             |                          |
| 2005    | Agito do Samba              | Apresentadora             |                          |
| 2021    | A Fazenda                   | Participante (3º lugar)   | Temporada 13             |
| 2022    | Tô de Graça                 | Gildete                   | Participação             |
| 2022    | Ilha Record                 | Participante (5º lugar)   | Temporada 2              |